# Pixel Fold
Pixel Fold为Google推出的首款Android可折叠智能手机。该机型在2023年5月10日进行的Google I/O大会上正式公布并开放预售，同年6月在德国、日本、英国和美国正式发售。

## 历史
2019年，Google Pixel系列部门负责人马里奥·凯罗斯（Mario Queiroz）向外界证实称Google硬件部门已在进行可摺疊式智能手機的早期研发。Google在2020年8月被曝出计划发布它的第一款可折叠Pixel手机；根据9to5Google的一份内部文件报道，这款设备的代号是“Passport”，计划在2021年第四季度与Pixel 6一同发布。但是，这款手机没有在2021年10月的Made by Google活动上亮相，而是推迟到了2022年。 
之后Google取消了“Passport”的计划，转而开发了一个新的设备，代号为“Pipit”。这是Google可折叠手机的第二代版本，据报道将搭载与Pixel 6相同的Google Tensor芯片，使用与Pixel 5相同的摄像头。
Google在2022年12月放弃了Pipit的开发，转而开始了第三代可折叠手机的开发，代号为Felix。CNBC在2023年4月報導了該設備的名稱為「Pixel Fold」，並聲稱它將在規格和定價方面與三星電子的Galaxy Z Fold系列相似，并将使用第二代的Tensor系统芯片，是Pixel系列中价格最昂貴的一款手機。5月，設備獲得了美国聯邦通信委員會的批准。5月4日，谷歌在社交媒體上證實了該設備的存在，并展示了其完整設計。
2023年5月10日，Google在I/O大会上正式发布了该手机，并在同日开放预售。这款手机于2023年6月在德国、日本、英国和美国正式发售。

## 规格

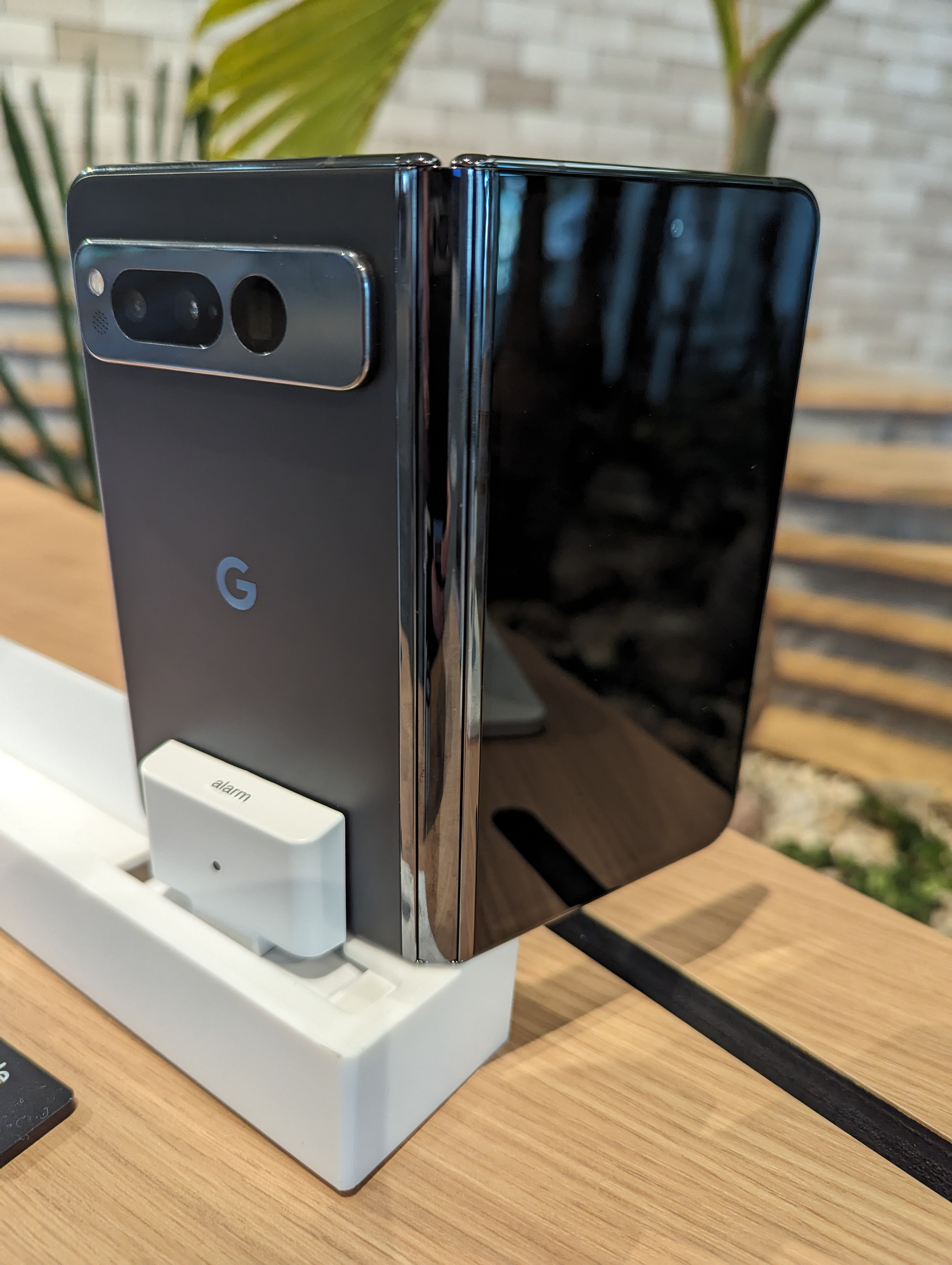
Pixel Fold

### 设计
Pixel Fold提供“陶瓷白”（Porcelain）和“曜石黑”（Obsidian）两种颜色版本。Pixel Fold展开时尺寸为7.6英寸，折叠时的尺寸为5.8英寸。Google宣称该设备拥有“可折叠手机中最耐用的铰链”。外部屏幕采用无边框设计，类似于普通智能手机，而内部屏幕则采用纤细的黑色边框。

### 硬件
Pixel Fold采用Tensor G2芯片。
- 屏幕：8.3英寸内折屏幕，分辨率为2208×1768，刷新率为120Hz；6.1英寸外屏幕，分辨率为2260 x 840，刷新率为90Hz。
- 摄像头：后置摄像头模组包括一个5000万像素的主摄，一个4800万像素的超广角摄像头，一个1200万像素的长焦摄像头和一个激光对焦传感器；前置摄像头为800万像素。
- 芯片：Google Tensor芯片，搭配12GB的内存和256GB或512GB的存储空间。
- 电池：4821mAh，支持18W有线快充和10W无线快充。
- 其他：支持5G网络、Wi-Fi 6E、蓝牙5.2、NFC、指纹解锁、立体声扬声器、USB-C接口等。[9]

### 软件
Pixel Fold出厂原装系统为Android 13。Google计划为该机型提供五年的安全更新支持，其中前三年还会提供额外的系统和功能更新支持。

## 评价
Engadget的萨姆·拉瑟福德（Sam Rutherford）认为Pixel Fold像是Surface Duo应该成为的样子。他赞扬了Pixel Fold的外屏设计，内屏比例，铰链机制和摄像头性能，但也批评了它的过高价格，并担心手机耐用性。